# 小孢癬菌屬
小孢癬菌屬（學名：Microsporum）是子囊菌門下的一屬，與毛癬菌屬、表皮癬菌屬同為皮膚真菌，在皮膚及毛髮造成皮膚感染。

## 型態

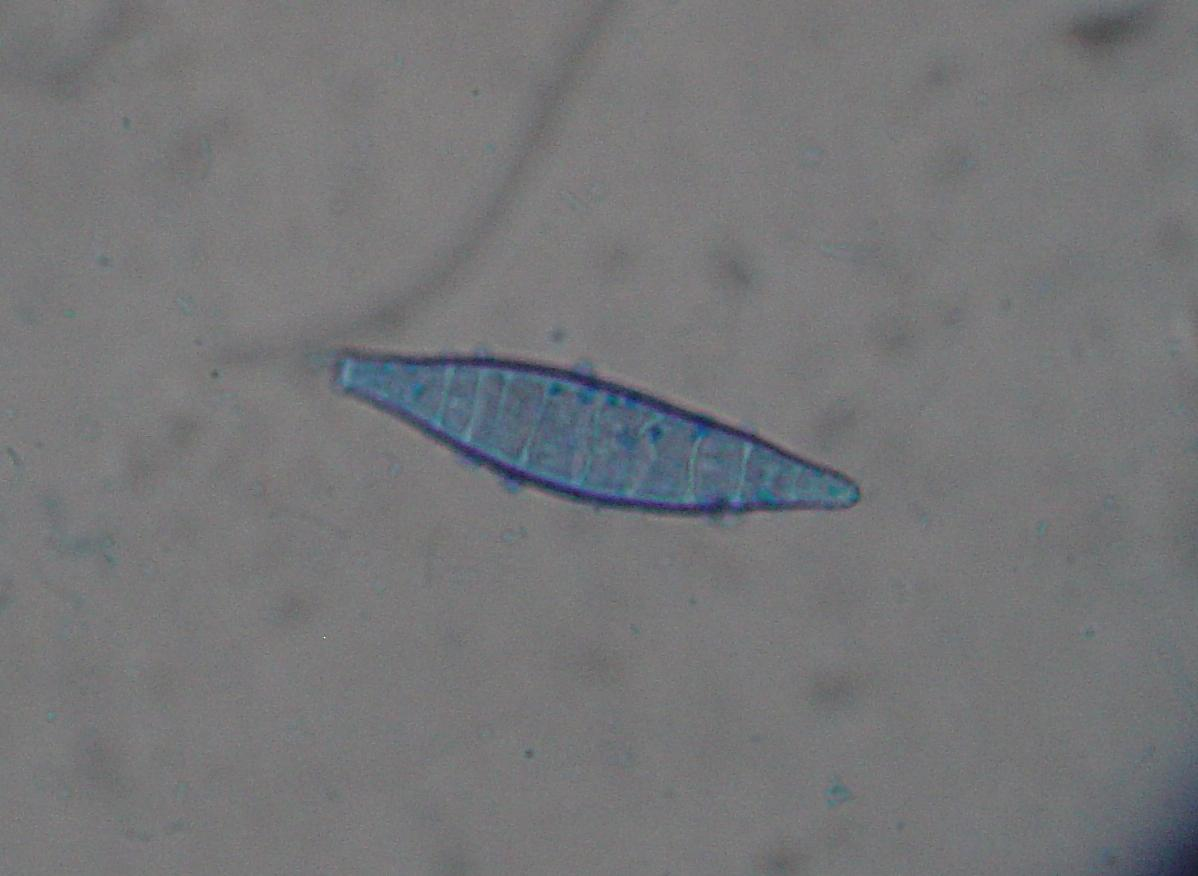
顯微鏡下的犬小芽胞菌（Microsporum canis）的大分生孢子，該菌為引起貓狗皮膚病的主要病原菌之一

小孢癬菌可產生大分生孢子（Macroconidia）及小分生孢子（microconidia），大分生孢子呈透明狀、梭形且有隔板（septum），大小約為7-20乘30-160微米，並在細胞壁上有小刺或疣狀突起，呈凹凸不平，這些特徵也是鑒定物種差別的重要依據之一。小分生孢子也是透明的，呈棍狀或梨形，表面光滑，大小約為2.5-3.5乘4-7微米，數量較大分生孢子為少。
小孢癬菌與毛癬菌分別的主要的依據是表面粗糙的大分生孢子，雖然這種特徵有時較難觀察。小孢癬菌屬下已有17種物種被鑑定出。

## 致病
小孢癬菌會對皮膚及毛髮造成感染，不同於毛癬菌及表皮癬菌，小孢癬菌不會感染指甲。小孢癬菌的致病因子與表皮癬菌相似，不同的是其感染來源可能來自動物，近年來從貓、狗等寵物身上分離出的菌種多半都屬於小孢癬菌屬。小孢癬菌對毛髮有高度感染力，為造成頭癬的主要病原菌。

## 診斷與治療
小孢癬菌的診斷方法和毛癬菌及表皮癬菌相似，可用熱氫氧化鉀處理毛髮，將人體組織的蛋白質水解，留下耐鹼的大分生孢子來鑑定。頭癬則可使用黑光燈的紫外線激發螢光來診斷。治療方法也和兩屬相似，可外用髮癬退或咪唑。

## 種
本属包括以下物种：
- Microsporum amazonicum
- Microsporum audouinii
- Microsporum boullardii
- 犬小孢癣菌 Microsporum canis
- Microsporum canis var. distortum
- Microsporum cookei
- Microsporum distortum
- Microsporum duboisii
- Microsporum equinum
- Microsporum ferrugineum
- Microsporum fulvum
- Microsporum gallinae
- 石膏樣小孢癣菌 Microsporum gypseum
- Microsporum langeronii
- Microsporum nanum
- Microsporum persicolor
- Microsporum praecox
- Microsporum ripariae
- Microsporum rivalieri[1]
- 中国叉丝壳 Microsphaera sinensis Yu